# 大師線 (京濱急行電鐵)
大師線（日语：／ Daishi sen */?）是一條連結日本京急川崎站與小島新田站，屬於京濱急行電鐵（京急）的鐵路線。全線位於神奈川縣川崎市川崎區。車站編號使用的路線記號為KK。

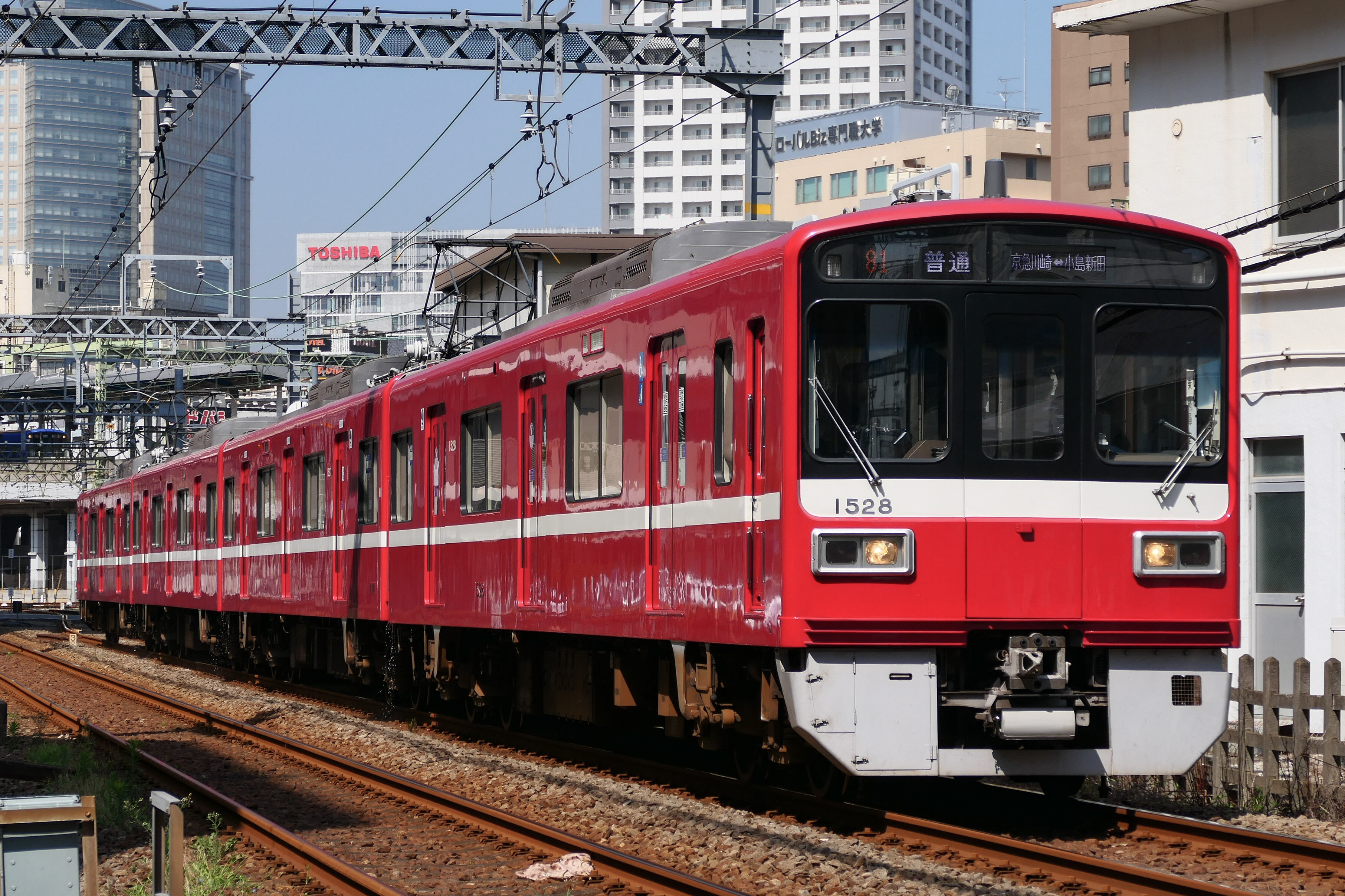
京急川崎站至港町站間的第2代1000型電聯車
（2023年7月)

## 路線資料
- 路線距離：4.5公里
- 軌距：1435毫米
- 站數：7個（包括起終點站）
- 複線路段：全線（產業道路站完成地下化工事後，全線複線化）
- 電氣化路段：全線（直流1500V）
- 閉塞方式：自動閉塞式
- 最高速度：60公里/小時
- 保安裝置：C-ATS

## 歷史
本路線於1899年開業，以載運參拜者前往川崎大師為目的，為京濱急行電鐵最早的路線。本路線是日本最早採用標準軌距的鐵道，也是關東地區最早採用電車運行的路線。開業時受到人力車公會的反對，所以3年後才延伸接續到京急川崎站。
1926年，京急以子公司海岸電氣軌道從大師站往東、再轉向西南方延伸，接續到京急本線的總持寺站（位於現在的京急鶴見站與花月總持寺站之間）。這段延伸部分在1937年被鶴見臨港鐵道（現在是JR東日本鶴見線）收購，不久即廢止。
當時日本人新年只會到附近的神社、寺廟參拜，因為本路線開通增加交通便利性，乘車參拜客絡繹不絕，讓日本開始出現坐火車到知名社寺新年參拜的風氣。本路線為京急帶來的龐大利潤，也讓京急有餘力開始擴大路網，並為各地的鐵路建設計畫帶來影響。
太平洋戰爭中，1942年京急被合併，路線轉交東京急行電鐵（大東急）營運，基於防諜理由更改部分站名。為了海岸工業區的通勤輸送，利用原本海岸電氣軌道的廢止路線加以延伸到海岸邊的櫻本站。
戰後京急重新獨立，1952年將塩濱站到櫻本站路線讓渡給川崎市交通局，1964年將小島新田站到塩濱站的路線休止（1970年廢止），確立了今日的營運路線。
1949年起鈴木町站到櫻本站之間為雙軌距，1067mm軌距的貨運列車運行於工業區和國鐵車站之間。1960年代一天會開行兩班貨運列車，之後貨運量逐漸下滑，1997年廢止貨運，改回單軌距。

## 車站列表
所有車站均位於神奈川縣川崎市川崎區。月台可停靠4節編組列車。
| 車站編號 | 中文站名                    | 日文站名 | 英文站名 | 站間營業距離 | 合計營業距離 | 接續路線 |
| -------- | --------------------------- | -------- | -------- | ------------ | ------------ | --- |
| KK20     | 京急川崎                    |          |          | -            | 0.0          | 京濱急行電鐵： 本線 東日本旅客鐵道： 東海道線（川崎：JT04）、 京濱東北線（川崎：JK16）、 南武線（川崎：JN01） |
| KK21     | 港町                        |          |          | 1.2          | 1.2          | |
| KK22     | 鈴木町                      |          |          | 0.8          | 2.0          | |
| KK23     | 川崎大師                    |          |          | 0.5          | 2.5          | |
| KK24     | 東門前                      |          |          | 0.7          | 3.2          | |
| KK25     | 大師橋 【舊站名：產業道路】 |          |          | 0.6          | 3.8          | |
| KK26     | 小島新田                    |          |          | 0.7          | 4.5          | |

1. ↑  京急川崎站與JR東日本的川崎站之間只限以定期券作連絡運輸。

### 廢除車站
六鄉橋站
京急川崎 - 港町、1899年開業、1949年7月1日廢止
池端站
六鄉橋 - 川崎大師的舊線上、1899年開業、1928年12月28日廢止

## 外部連結
- 京浜急行電鉄：京急まちWeb 路線図・各駅情報
- 海岸電気軌道
- 川崎市建設局 京浜急行大師線連続立体交差事業